# Allerheiligen im Mürztal
Allerheiligen im Mürztal is een plaats en voormalige gemeente in het noorden van de Oostenrijkse deelstaat Stiermarken. Het is een ortschaft van Kindberg, dat deel uitmaakt van het district Bruck-Mürzzuschlag. Allerheiligen ligt op de linkeroever van de Mürz, halverwege Kindberg en Sankt Lorenzen en tegenover Mürzhofen, dat op de rechteroever ligt. De plaatsen delen het station Allerheiligen-Mürzhofen aan de Südbahn, dat in Allerheiligen ligt.
De gemeente Allerheiligen im Mürztal maakte tot eind 2012 deel uit van het district Mürzzuschlag en vervolgens van Bruck-Mürzzuschlag. In 2011 telde ze 264 inwoners. In 2015 werd ze bij een herindeling, tegelijk met Mürzhofen, bij de stadsgemeente Kindberg gevoegd.
Stadsgemeenten:
Bruck an der Mur · Kapfenberg · Kindberg · Mariazell · Mürzzuschlag

Marktgemeenten:
Aflenz · Breitenau am Hochlantsch · Krieglach · Langenwang · Neuberg an der Mürz · Sankt Barbara im Mürztal · Sankt Lorenzen im Mürztal · Sankt Marein im Mürztal · Thörl · Turnau

Overige gemeenten:
Pernegg an der Mur · Spital am Semmering · Stanz im Mürztal  · Tragöß-Sankt Katharein
- Gemeinsame Normdatei: 4683131-9
- Virtual International Authority File: 234789350
- WorldCat: E39PBJbH4cJjRkQRpyqHXC6h73